# 号良
号良（？—119年），东汉羌人陇西种部落首领。

## 生平
汉安帝元初五年（118年）之前，斬殺零昌和狼莫，平定了强大的先零羌。元初六年（119年）春季，勒姐种羌人与陇西种羌人首領号良等通谋想要反漢，護羌校尉马贤在安故县（今甘肃省临洮县南）攻打勒姐种、陇西种羌人，斩殺号良和他的部下数百人，其他的部下都投降和解散。